# Geita (regio)
Geita is een regio in het noordwesten van Tanzania, aan de zuidelijke oever van het Victoriameer. Het is een van de 31 regio's van Tanzania en werd opgericht in 2012. De regio had in 2012 ruim 1,7 miljoen inwoners. De regionale hoofdstad is het gelijknamige Geita.

## Districten
De regio is onderverdeeld in vijf districten:
- Bukombe
- Chato
- Geita
- Mbogwe
- Nyang'hwale

## Economie
In de regio bevinden zich goudmijnen. De Geita Mine, op vier kilometer van de stad Geita, is eigendom van AngloGold Ashanti en stelt 5.000 mensen tewerk.